# Domenico Parodi

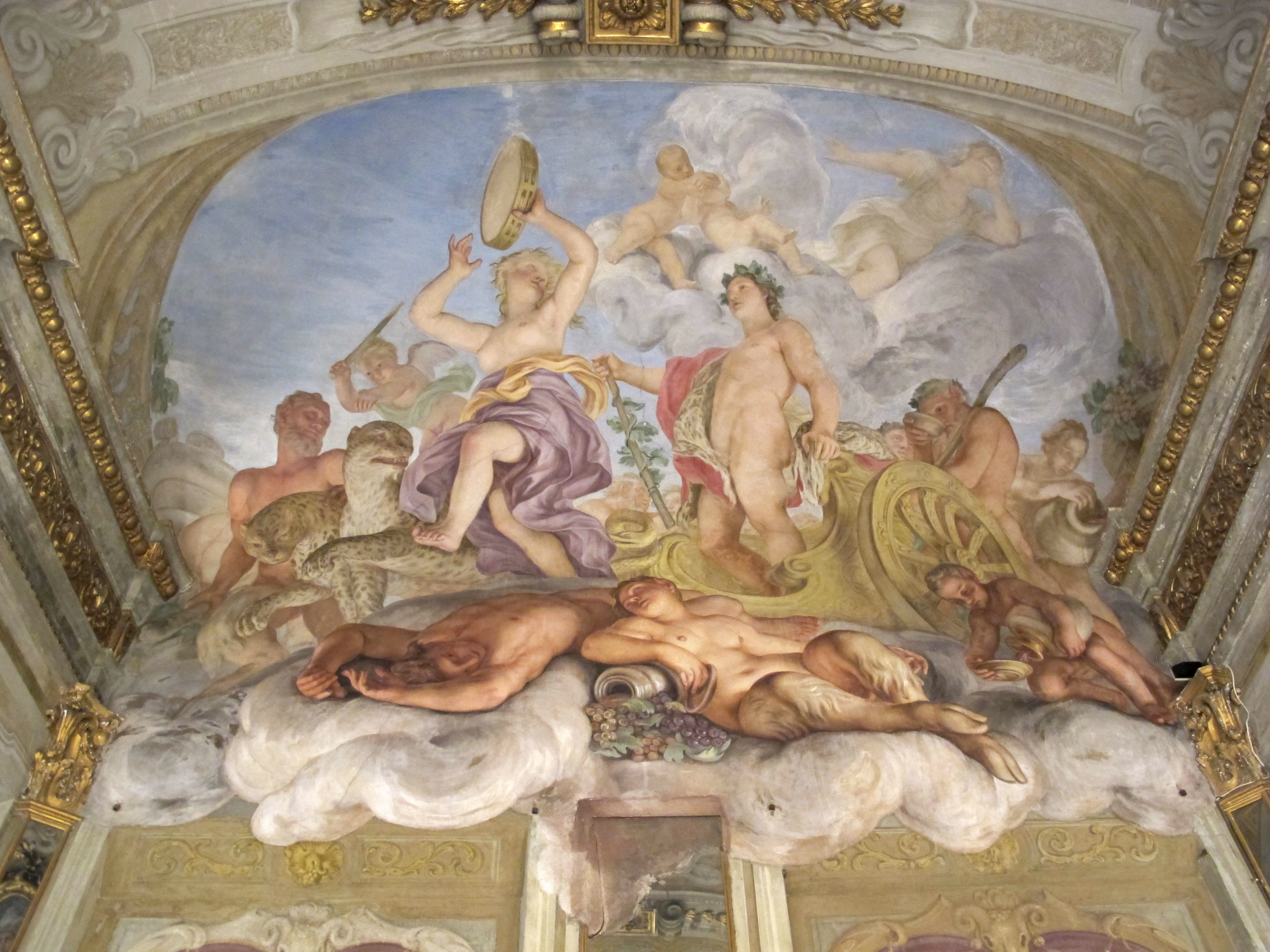
Bacco e le menadi, Galleria degli specchi di Palazzo Reale, Genova

Domenico Parodi (Genova, 1672 – Genova, 19 dicembre 1742) è stato un pittore e scultore italiano del tardo periodo Barocco genovese, attivo soprattutto nella sua città natale. Viene talvolta confuso con un omonimo scultore vissuto anche lui a Genova nella seconda metà del Seicento. Alcuni autori, tra cui il Ratti, indicano come date di nascita e morte rispettivamente il 1668 e il 1740.

## Biografia

### La Formazione
Figlio dello scultore genovese Filippo Parodi, in giovanissima età venne indirizzato agli studi classici, poi iniziò a mostrare propensione per l'arte ed apprese i primi rudimenti della pittura dal pittore più celebre della Genova di fine Seicento, Domenico Piola, amico del padre e suo padrino di battesimo.
Quando negli anni ottanta del XVII secolo il padre si trasferì in Veneto il giovane Domenico fu allievo di Sebastiano Bombelli a Venezia, dove realizzò le sue prime opere pittoriche; nel 1694 rientrò a Genova, ottenendo diversi incarichi dalla famiglia Doria, sia a Genova che a Roma, dove soggiornò tra il 1695 e il 1699, frequentando anche gli studi di Giovan Battista Gaulli e Carlo Maratta, che influenzarono profondamente il suo stile pittorico.
Rientrato definitivamente a Genova nel 1699 si propose all'élite locale anche come frescante: di questo periodo è l'affresco raffigurante la Gloria della famiglia Negrone, sul soffitto del salone di Palazzo Negrone in Piazza delle Fontane Marose, apprezzatissimo dai contemporanei e ancor oggi considerato uno dei maggiori capolavori del tardo barocco genovese. Ebbe molti consensi nel concorso del 1700 per la decorazione del salone del maggior consiglio del Palazzo Ducale, anche se dopo aspre polemiche il lavoro venne assegnato ai bolognesi Marcantonio Franceschini e Tommaso Aldrovandini. Al Parodi sarebbe stata in seguito commissionata la decorazione del salone del minor consiglio (figure monocrome raffiguranti le Virtù cardinali, l’Amor di Patria e l’Amor Divino), andata distrutta nell'incendio del 1777.

### L'eredità della bottega di Filippo Parodi
Nel 1702, alla morte del padre, acquisì il suo fiorente laboratorio da scultore, di cui assunse la gestione avvalendosi di validi collaboratori, su tutti Francesco Biggi. Esempi notevoli di questa collaborazione sono i due leoni in marmo (1718) nell'atrio del collegio dei gesuiti (oggi sede dell’Università di Genova e il gruppo marmoreo raffigurante Romolo e Remo con la lupa, oggi a Palazzo Rosso, entrambe opere scolpite da Francesco Biggi su disegni del Parodi.
Ebbe tra i suoi collaboratori anche il pittore Nicolò Malatto, che negli anni venti del Settecento sarà chiamato a Torino da Filippo Juvarra per realizzare ornati ad affresco nel castello di Rivoli.
Benché generalmente nel campo della scultura il Parodi sia accreditato solo di un ruolo ideativo, limitandosi a predisporre i disegni per le opere scultoree realizzate dai suoi collaboratori, gli sono comunque personalmente attribuite diverse sculture, che valsero a creargli una fama di artista completo, grazie alla quale ottenne tra gli altri l'incarico per il busto del re Giovanni V del Portogallo.
Dal 1710, entrato in sintonia con i più colti e raffinati esponenti del patriziato genovese, grazie anche all'interesse manifestato fin da giovanissimo per l'epica e la poesia, ricevette numerose committenze per la decorazione di residenze nobiliari; tra le prime, la decorazione ad affresco con allegorie Petrarchesche, in tre sale del palazzo Franzoni di Luccoli. In quello stesso periodo dipinse anche gli affreschi per le sedi genovesi della Compagnia di Gesù (cappella del collegio gesuitico e cupola della chiesa del Gesù).
Del 1715 è la decorazione della cappella di san Francesco di Sales per gli oratoriani nella chiesa di San Filippo Neri. Se la pala d'altare è considerata dai critici alquanto debole, sono considerate fra le sue realizzazioni migliori le statue della Mansuetudine e dell' Amor Divino.

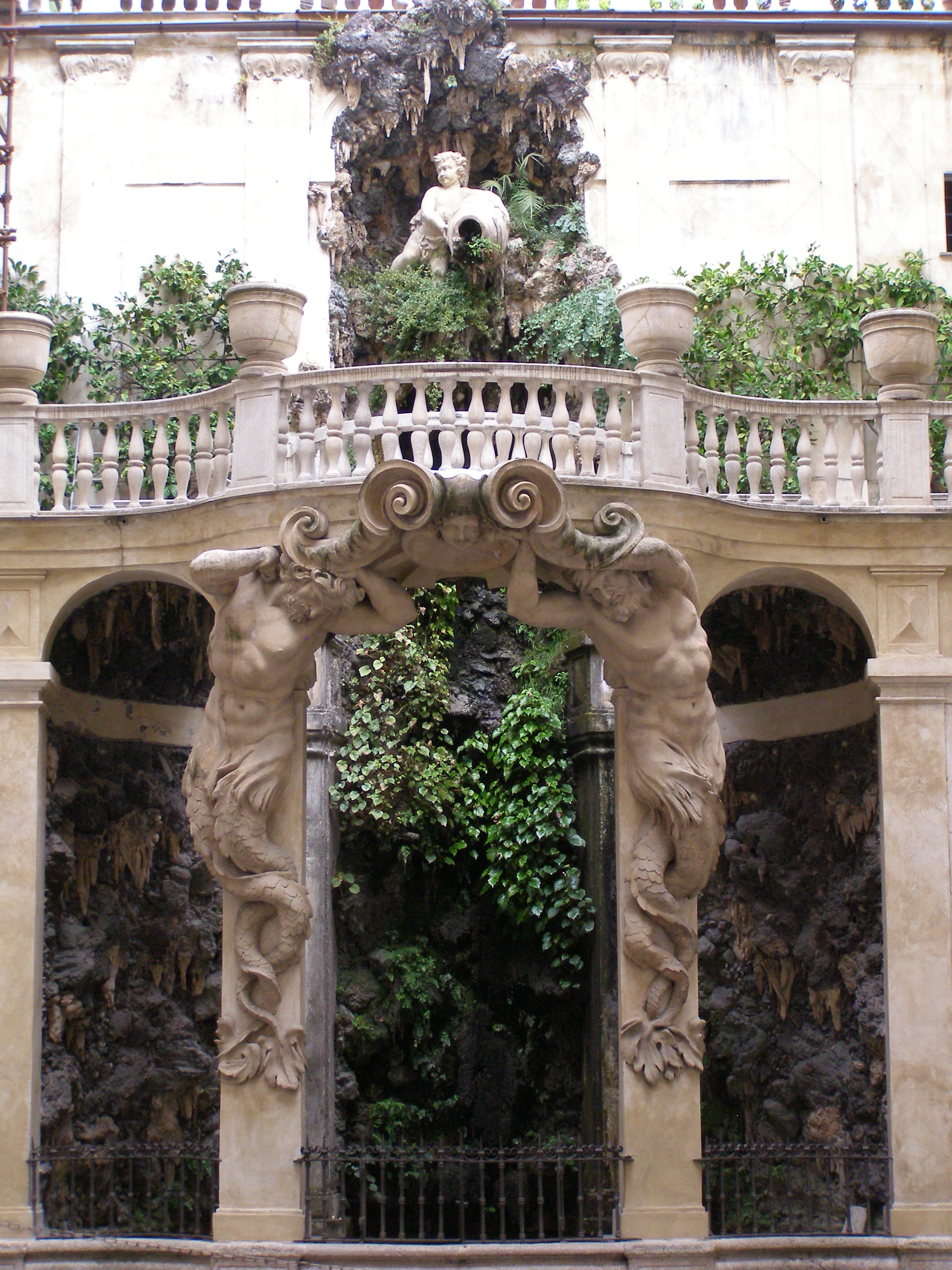
Ninfeo nel cortile interno del palazzo di Carlo e Stefano Pallavicino

Testimonianza della sua notevole capacità di fondere le competenze quale architetto, scultore e pittore è il rinnovamento del palazzo Pallavicino, oggi Podestà, in Strada Nuova, realizzato per Stefano Pallavicino, dove è autore del decoro interno delle sale del palazzo, del disegno e del corredo scultoreo del giardino, e del monumentale ninfeo con la funzione di collegare cortile e giardino stesso. Vi è quindi continuità fra la pittura, che si finge plastica scultorea nei saloni, con la sua vetta nel Bacco che regge la corona di Arianna, e la natura protagonista nel giardino e nel ninfeo, oggi solo parzialmente conservato considerata la perdita del gruppo con la Caduta di Fetonte, presumibilmente realizzato dal Biggi.

### I capolavori della maturità
Per Anton Giulio II Brignole Sale, decora la sala di Paride in Palazzo Rosso, ove nella decorazione dell'ambiente a finta grotta si serve oltre che dell'affresco dei gruppi scultorei poi eseguiti da Biggi e Schiaffino: La lupa con Romolo e Remo e Castore e Polluce. Segue, nel palazzo di Stefano Durazzo in via del Campo, la decorazione della sala dei fiumi, con le allegorie di Magra, Vara, Bisagno e Polcevera in forma di fontane, e della sala di Nettuno, ove lo spettatore si trova a guardare le divinità marine sulla volta come dal fondo del mare.

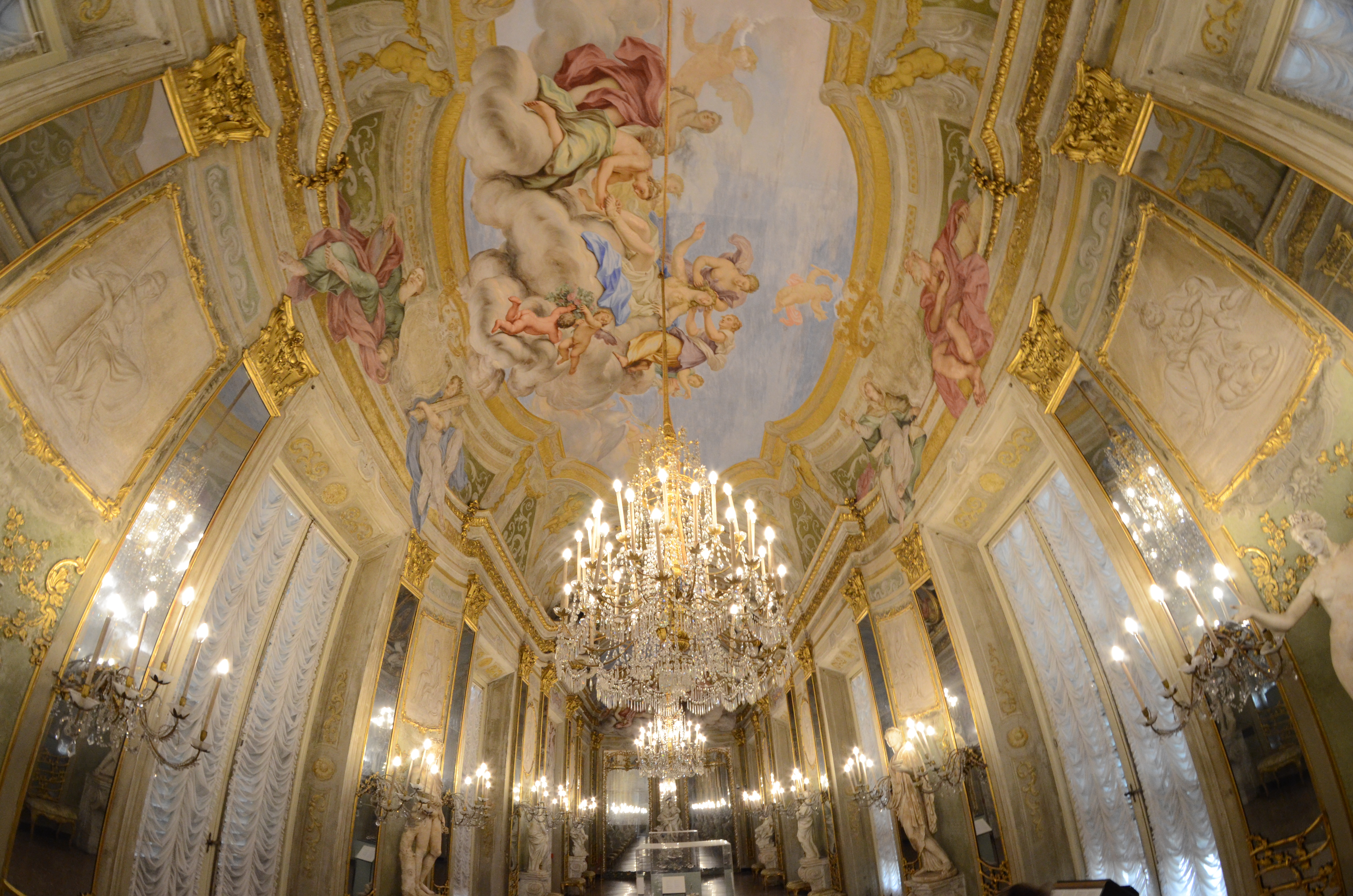
Galleria degli specchi di Palazzo Reale, Genova

Il suo capolavoro che fonde unitariamente pittura, scultura, architettura e decorazione è la galleria del palazzo di Gerolamo II Durazzo, oggi palazzo reale. Gareggiando con le celebri gallerie dei Palazzi Colonna e Doria Pamphjli a Roma, e con la Galerie des Glaces di Versailles, crea una grande opera barocca di celebrazione retorica di potere e ricchezza. Oltre alla progettazione architettonica dell'ambiente, la decorazione prevede l'esposizione della collezione di sculture classiche dei Durazzo, per lo più originali sculture romane integrate in epoca barocca delle parti mancanti, oltre a opere in marmo bianco del padre Filippo. La stessa decorazione pittorica, direttamente realizzata da Domenico, è ispirata all'antichità classica, e comprende le scene con Apollo e Marsia e con Bacco e le menadi nelle testate, la Toeletta di Venere sulla volta e figure con personificazioni di virtù e di antichi imperatori. Tutte le scene sono legate da un unico tema moraleggiante.
All'attività artistica affiancò quella di regista e scenografo per feste pubbliche e private e cerimonie religiose. Sono ricordati l'allestimento di uno spettacolo pirotecnico per Giovanni Andrea III Doria-Pamphilj, gli apparati scenografici per i festeggiamenti in onore di Carlo Alberto di Baviera in visita a Genova, e in campo religioso, quelli per le celebrazioni in S. Maria di Castello in occasione della canonizzazione di Pio V (1712), nella chiesa del Gesù per la beatificazione di Giovanni Francesco Régis (1716), per la canonizzazione di Caterina Fieschi Adorno (1737) ed i festeggiamenti per il secondo centenario dell'apparizione della Madonna della Misericordia a Savona (1736).
A partire dal 1716 si fece più intensa la sua attività di scultore, che alternò con successo a quella di pittore, ottenendo prestigiose committenze anche all'estero, almeno fino alla morte del Biggi, nel 1728, quando tornò a dedicarsi esclusivamente alla pittura. Una delle commissioni più prestigiose fu la commissione, da parte del Principe Eugenio di Savoia, di una serie di sculture mitologiche per il castello del Belvedere a Vienna. A questo periodo risalgono le effigi marmoree di nobili genovesi per il salone del maggior consiglio di Palazzo Ducale, andate distrutte nei moti napoleonici del 1797. Nell'ultimo scorcio della sua vita la produzione della sua bottega, probabilmente in gran parte delegata ai collaboratori, è incentrata quasi esclusivamente su allegorie celebrative delle famiglie committenti, secondo un modello ripetitivo e privo di particolare qualità pittorica.
Morì a Genova il 25 novembre 1742 e fu sepolto nella scomparsa chiesa di S. Teodoro. Un particolare curioso è citato dal Ratti a proposito della sua morte: dopo aver osservato che non è nota in realtà la malattia da cui era afflitto, riporta che "fu però sentimento comune che lo smoderato uso del cioccolatte, di cui negli ultimi anni della sua vita unicamente nutrivasi, gli avesse infiammato le viscere".
Le opere rimaste in possesso della famiglia l'anno seguente furono acquistate da Gerolamo Ignazio Durazzo, entrando a far parte delle collezioni conservate nella sua residenza, oggi sede del Museo di Palazzo Reale.
Apprezzati pittori furono il fratello Giovanni Battista (1674-1730) e il figlio Pellegrino (1705-1785), il quale si trasferì a Lisbona dove divenne un rinomato ritrattista.

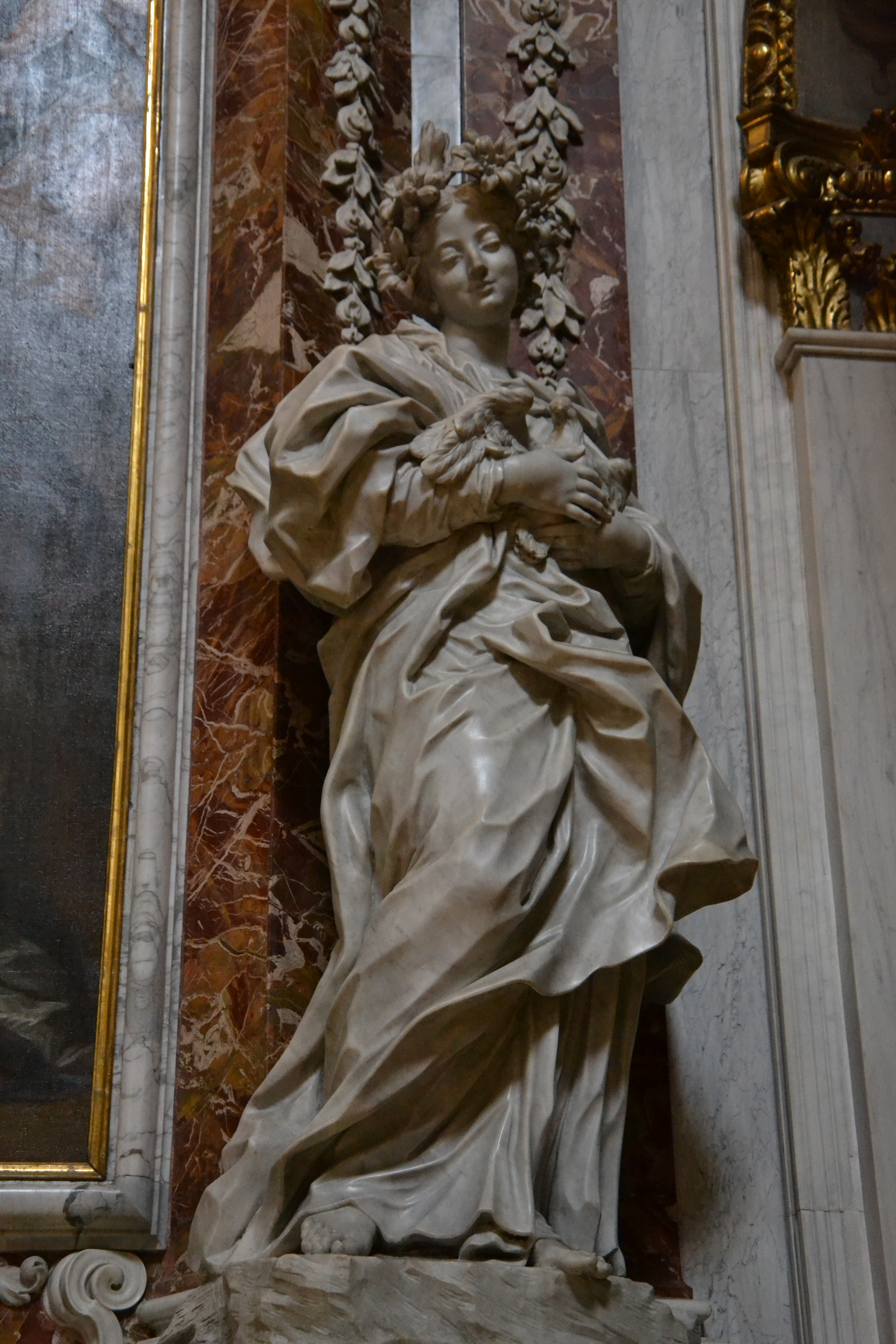
Amor Divino, Chiesa di San Filippo Neri (Genova)
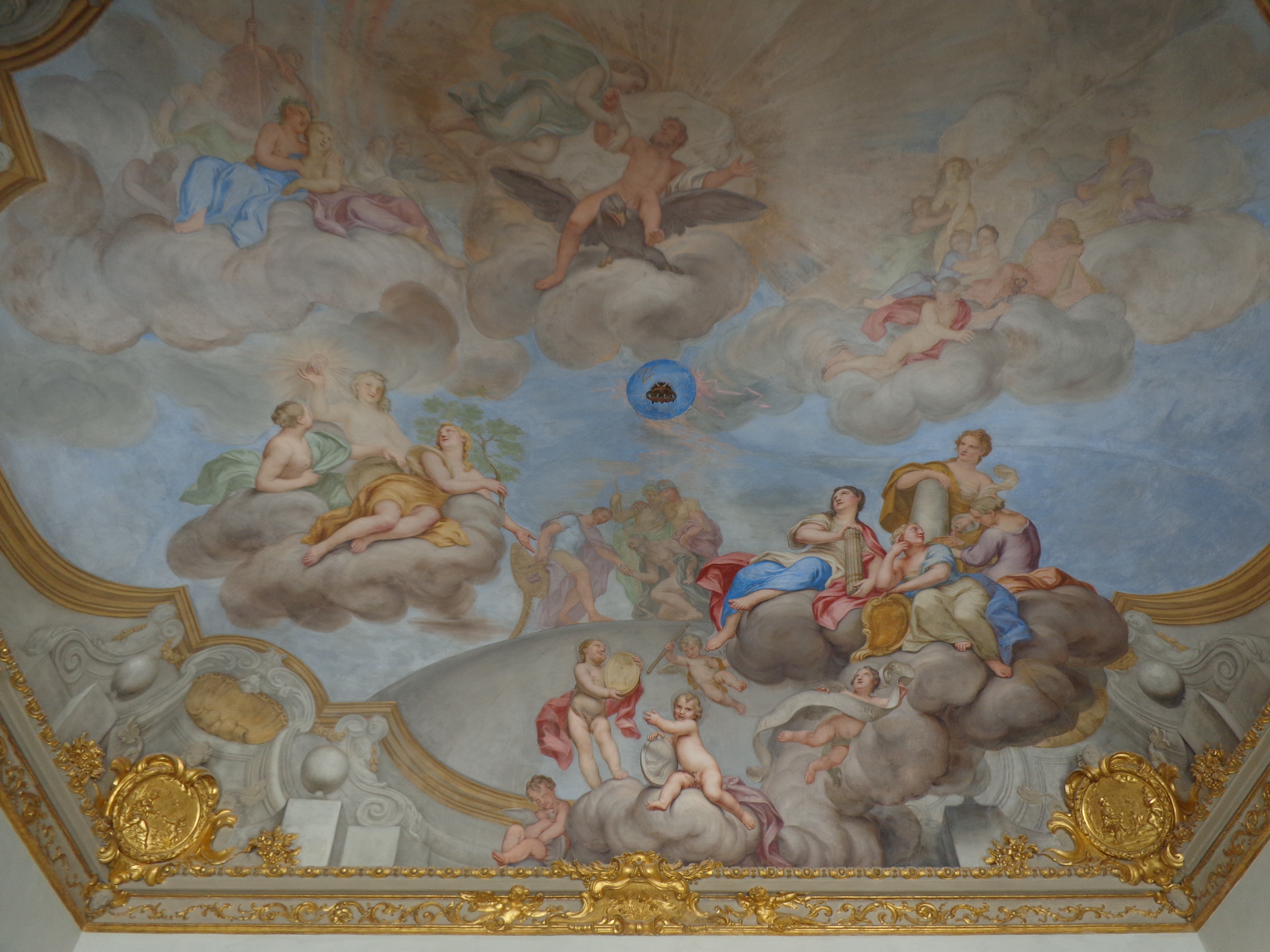
"Allegoria della Stirpe Genovese", Palazzo Cosma Centurione, Genova
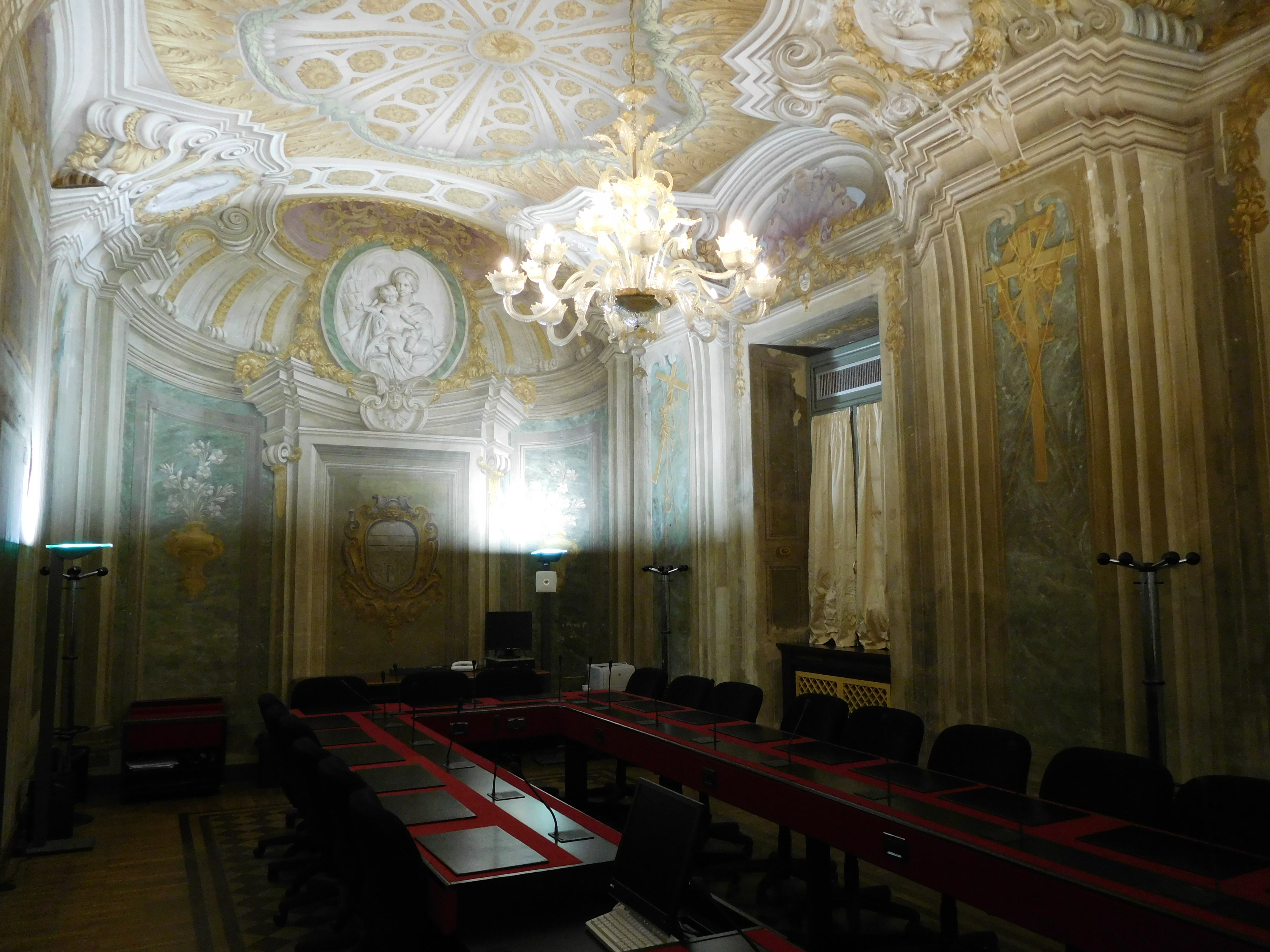
Affreschi, Palazzo dell'Università di Genova
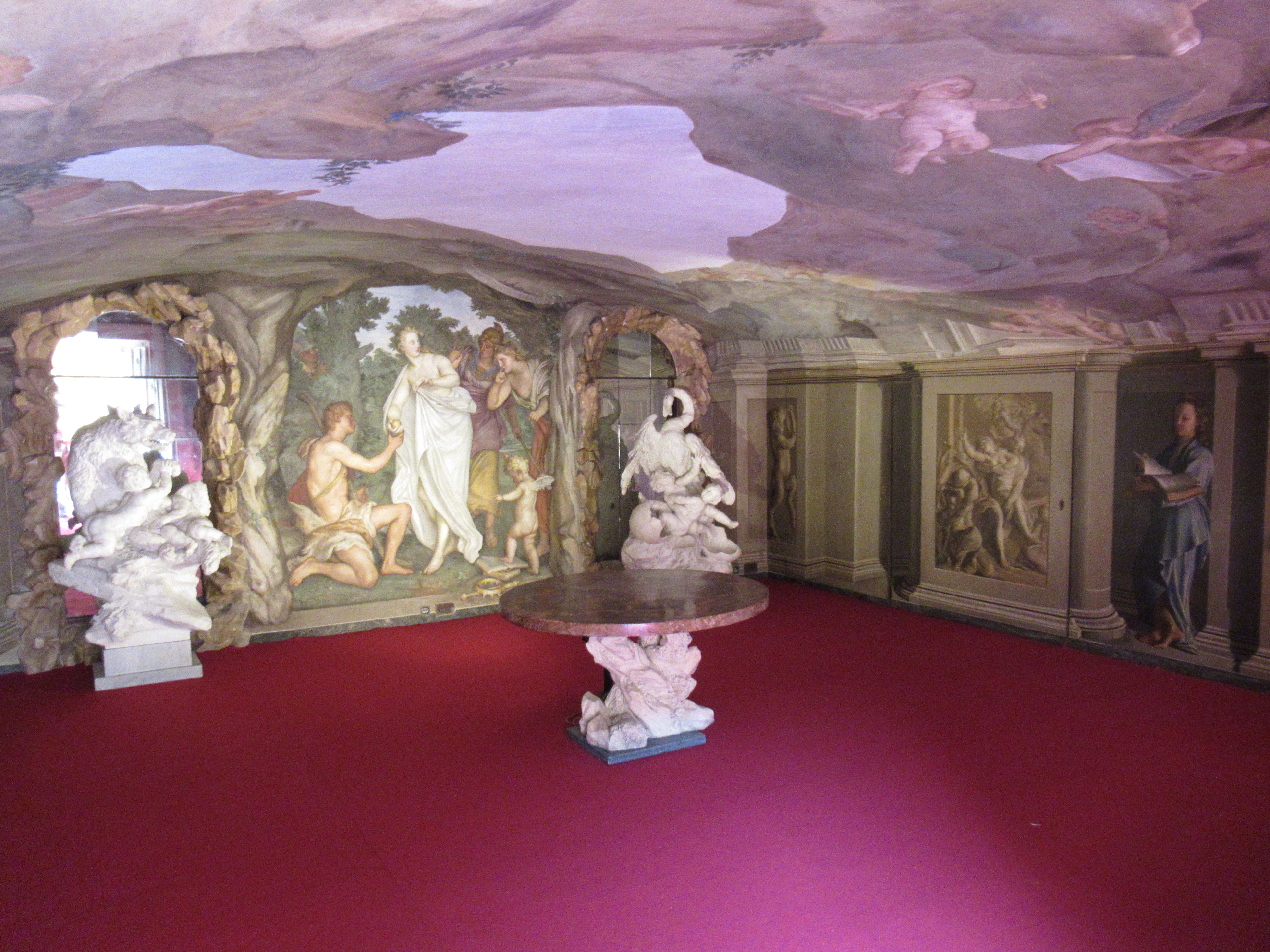
Palazzo Rosso, Sala della Grotta
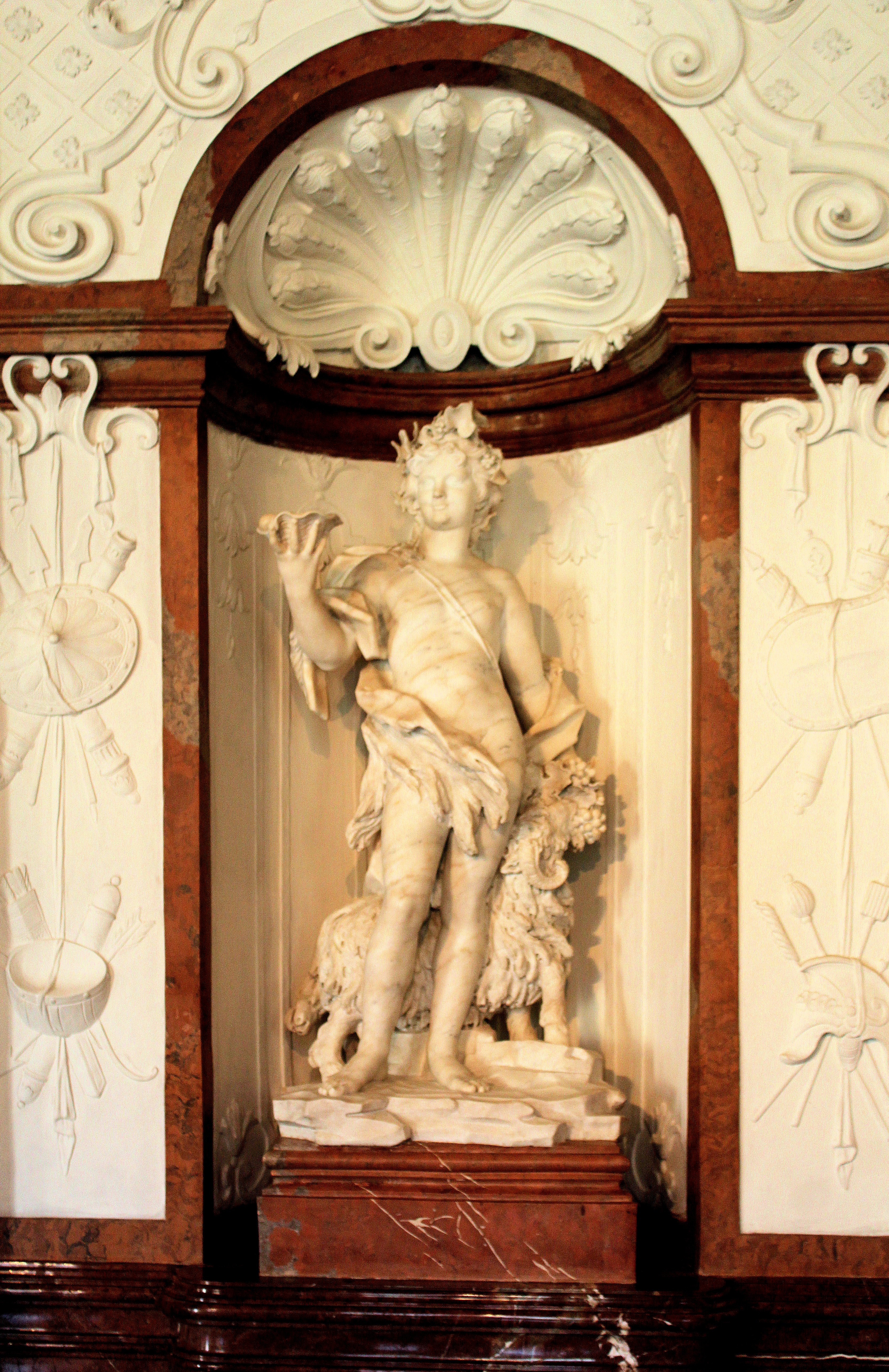
scultura mitologica, castello del Belvedere, Vienna
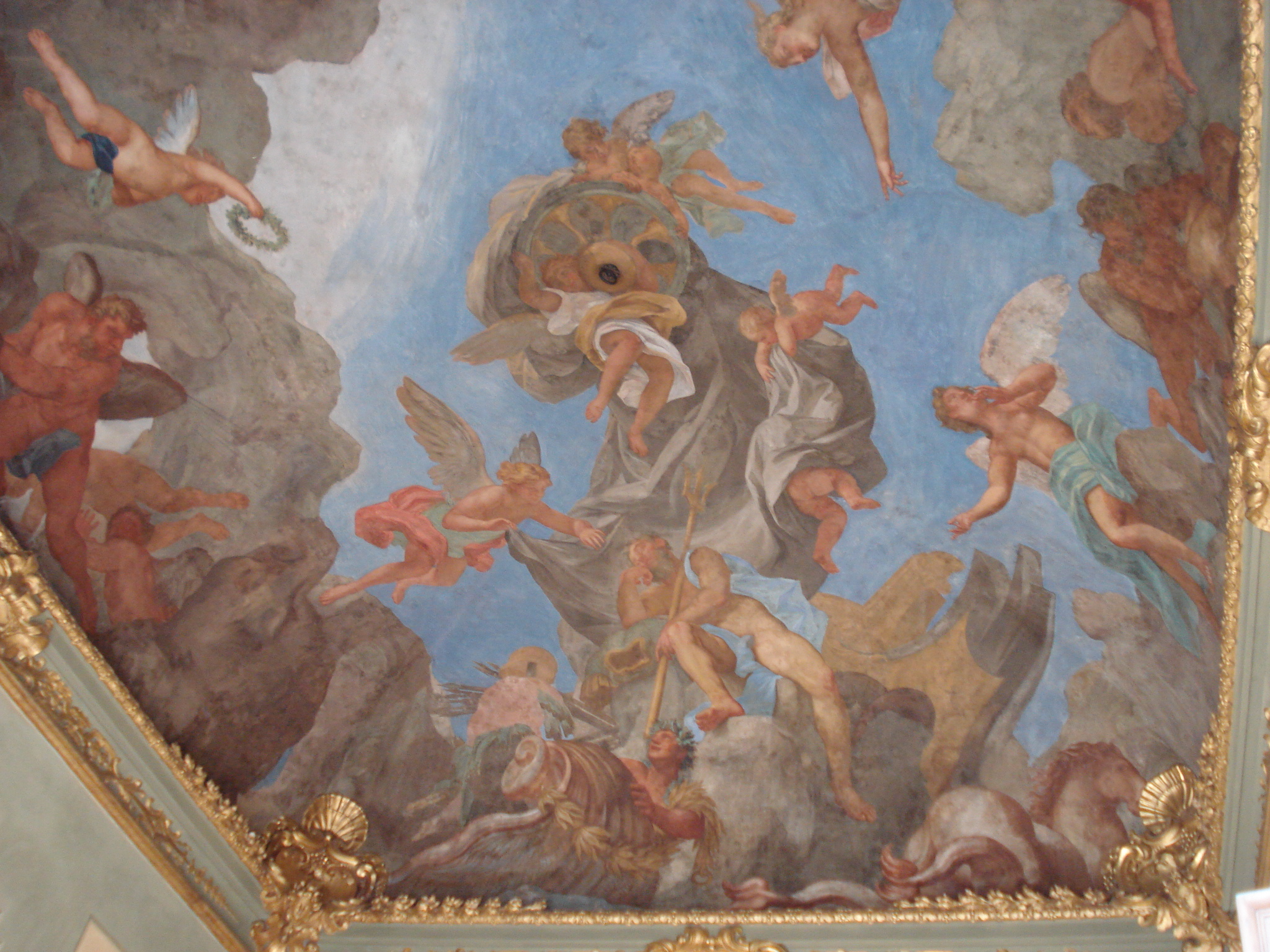
Sala di Nettuno, palazzo di Stefano Durazzo, Genova
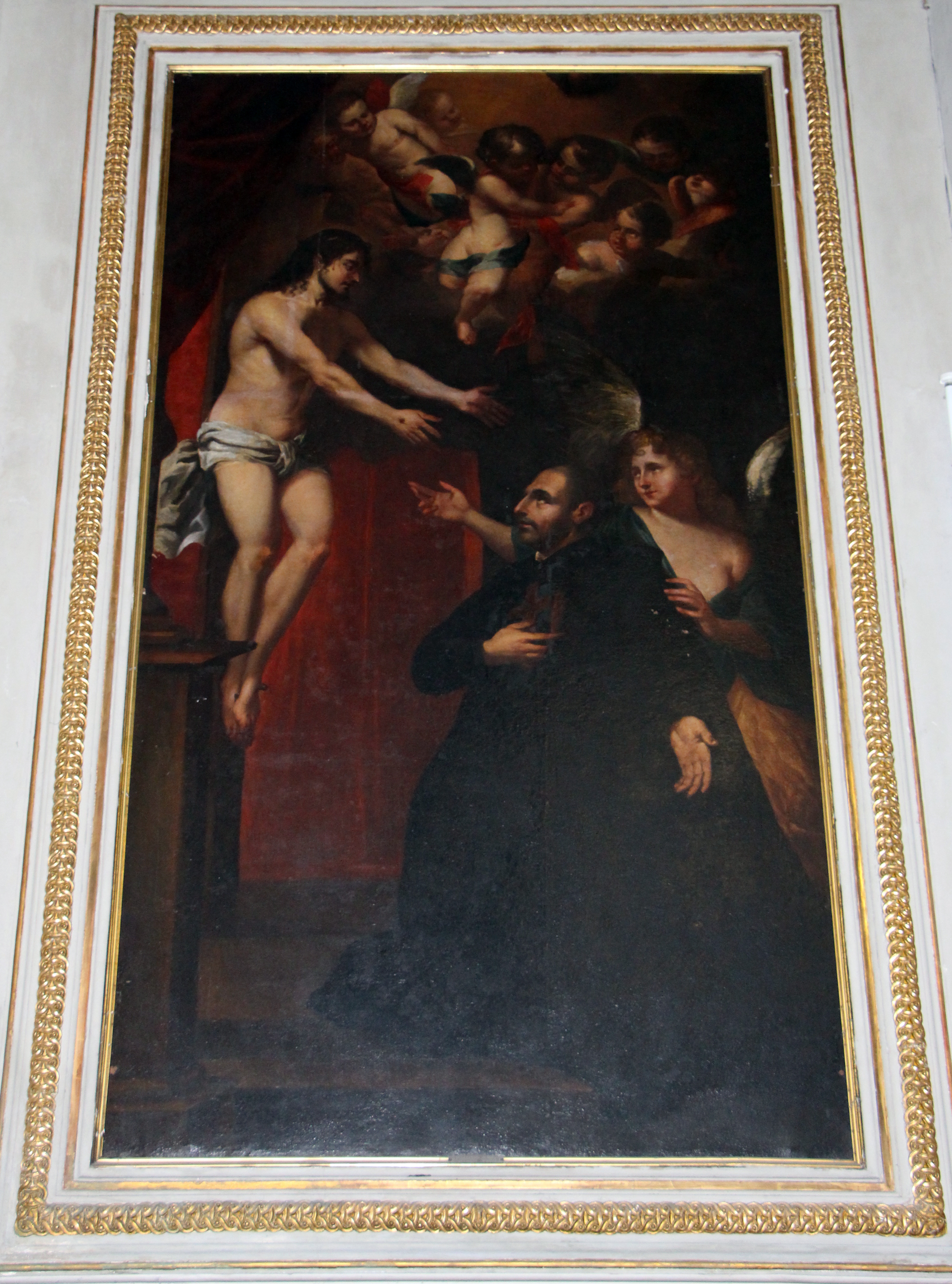
Visione di San Camillo de' Lellis, chiesa della SS. Annunziata di Portoria

## Opere
Questo è un elenco, non esaustivo, della sua vasta produzione.

### Pitture
- Dipinto, commissionato da Giovanni Andrea III Doria, raffigurante San Felice di Valois e San Giovanni de Matha, Genova, Chiesa di San Benedetto al Porto (1695)[1]
- Gli eletti di Israele con l'Arca dell'Alleanza e Cristo caccia i mercanti dal Tempio, Roma, chiesa di Santa Maria in Vallicella (1697-1699)[1]
- Dipinto su rame raffigurante la Morte di Lucrezia (1703), già nel Palazzo Gio Andrea Cicala (Genova), oggi in collezione privata[12]
- Pala d'altare raffigurante la Madonna con i santi Leonardo e Stefano, Genova, chiesa di Santa Maria delle Vigne[1]
- Dipinto raffigurante la Madonna e s. Francesco di Sales (1715), Genova, Chiesa di San Filippo Neri[1]
- Affreschi della cappella del Collegio dei Gesuiti di Genova (1709)
- Affreschi nella cupola della chiesa del Gesù con pitture e stucchi (1709).
- Affreschi raffiguranti il mito di Paride nella sala della Grotta nelle mezzarie di Anton Giulio II Brignole Sale (Palazzo Rosso) (1710)[4]
- Affreschi nel palazzo Negrone, Genova[1][4]
- Affreschi raffiguranti l'allegoria nuziale di Giovanni Luca II Durazzo e Paola Franzone nella villa Durazzo a Pino Sottano (1710)[1][4]
- Autoritratto (1719), olio su tela, Firenze, Galleria degli Uffizi[13]
- Dipinto raffigurante Santa Caterina Fieschi Adorno, Genova, chiesa di S. Vincenzo de' Paoli.[3][14]
- Dipinto raffigurante l' Estasi di Santa Teresa, Savona, chiesa di San Pietro[4]
- Dipinto raffigurante san Camillo de Lellis, Genova, chiesa della Santissima Annunziata di Portoria[4]
- Affreschi con allegorie ispirate alle opere del Petrarca, in tre sale del palazzo Franzoni (1710)[15]
- Affreschi della cappella di Nostra Signora di Loreto (Sposalizio e Natività della Vergine e Assunzione), Genova, chiesa di S. Maria Maddalena (1710)[1][4]
- Affresco raffigurante lo Sbarco di Cristoforo Colombo, Genova, palazzo Cosma Centurione[4]
- Affreschi raffiguranti Bacco e Arianna nel palazzo di Carlo e Stefano Pallavicino in Strada Nuova[1]
- Affreschi raffiguranti Diana ed Endimione nel palazzo di Gerolamo Ignazio Durazzo in Strada Balbi, oltre ad affreschi nella cappella dello stesso (1712-1715)[1]
- Allestimento della Galleria degli Specchi nello stesso palazzo Durazzo, con affreschi e stucchi volti a celebrare la gloria della famiglia committente (1725)[1]
- Pala d'altare raffigurante l' Adorazione dei pastori nel santuario di Stadl-Paura, in Austria (1720)[1]
- Affreschi raffiguranti l' allegoria dei fiumi Magra, Vara, Bisagno e Polcevera  e Il sonno di Nettuno nel palazzo di Stefano Durazzo (1734-1736)[1]
- Ritratto del doge Stefano Durazzo, Genova, Galleria nazionale di palazzo Spinola[4]
- Affresco raffigurante le Virtù , nei peducci della cupola della chiesa dei Santi Vittore e Carlo (Genova)[4]

### Sculture
Opere eseguite personalmente o in collaborazione con Francesco Biggi
- Statua della Madonna delle Grazie, Genova, Chiesa di San Francesco all'Ospedale San Martino[4]
- Statua lignea della'Annunciazione, parte della macchina d'altare realizzata dal padre per la chiesa della Santissima Annunziata a Savona (oggi oratorio del Cristo Risorto)[1][4]
- Statue della Mansuetudine e dell' Amor Divino, per l'altare di s. Francesco di Sales nella Chiesa di San Filippo Neri (Genova)[1][4]
- Statua della Madonna del Rosario, nella chiesa di Santa Maria Assunta a Pra'[4]
- Statua della Madonna col Bambino nella chiesa dei Santi Nicolò ed Erasmo a Voltri[4]
- Nove statue per il castello del Belvedere del principe Eugenio di Savoia a Vienna (1716)[1]
- Angeli e Virtù per l'altare maggiore della chiesa dell'abbazia di Lambach, in Austria[1]
- Busto di Marcello Durazzo, marchese di Gabiano (1723)[1], collezione privata
- Busto di Giacomo Filippo I Durazzo (1728)[1], collezione privata
- Disegno del Ninfeo nel palazzo di Carlo e Stefano Pallavicino in Strada Nuova[1][4]